# Vaejovis cashi
Espèce

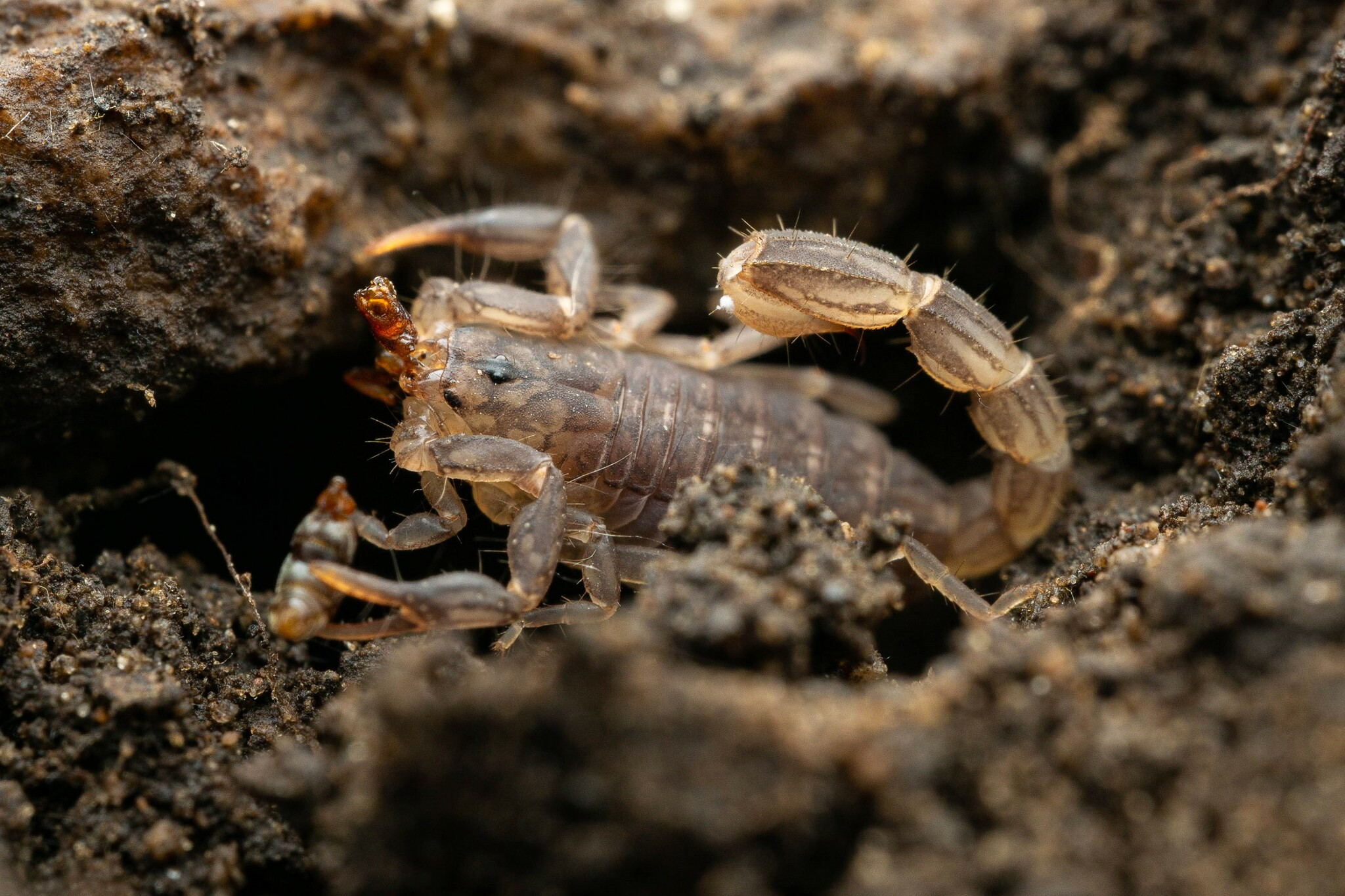
Vaejovis cashi

Vaejovis cashi est une espèce de scorpions de la famille des Vaejovidae.

## Distribution
Cette espèce est endémique d'Arizona aux États-Unis. Elle se rencontre dans le comté de Cochise dans les monts Chiricahua.

## Description
La femelle holotype mesure 21,96 mm et la femelle paratype 19,09 mm.

## Étymologie
Cette espèce est nommée en l'honneur de Kevin Cash.

## Publication originale
- Graham, 2007 : « Sky island Vaejovis: two new species and a redescription of V. vorhiesi Stahnke (Scorpiones: Vaejovidae). » Euscorpius, no 51, p. 1-14 (texte intégral).